# Marie Stuart (1453-1488)
Pour les articles homonymes, voir Marie Stuart (homonymie).
Marie Stuart née le 13 mai 1453 au château de Stirling et morte en mai 1488 était la fille aînée de Jacques II d'Ecosse et de Marie d'Egmont. Son frère était Jacques III d'Écosse.

## Biographie

### Premier mariage
Marie se marie à 14 ans en 1467 avec Thomas Boyd. L'île d'Arran faisant partie de la dot, le couple est titré comte et comtesse d'Arran. En 1469, Thomas Boyd se rend au Danemark pour escorter Marguerite, la future épouse de Jacques III. Pendant son absence, Thomas et son frère Alexandre sont accusés de trahison par les rivaux du clan Boyd. Marie se précipite au port de Leith pour avertir son mari dès son arrivée des risques d'arrestation. Le couple décide alors de se réfugier au Danemark. Leurs domaines et titre sont confisqués par la Couronne. Marie revient plus tard en Écosse à une date inconnue pour essayer de disculper son mari et récupérer ses biens. Jacques III la détient de force dans le château de Dean à Kilmarnock jusqu'à l'annulation de son mariage en 1473
Thomas et Marie ont eu deux enfants :
- Margaret Boyd (1468-1516), mariée à Alexander Forbes, 4e Lord Forbes, puis à Sir David Kennedy, 1er comte de Cassilis, sans descendance
- James Boyd, 2e Lord Boyd de Kilmarnock (1469-1484)

### Second mariage
Au début de 1474, Marie épouse, James Hamilton, 1er Lord Hamilton, veuf de Euphemia Graham et qui est son aîné de près de quarante ans. Ils reçoivent une dispense papale le 26 avril 1476 légitimant ainsi les deux enfants déjà nés du couple. Ensemble, James Hamilton et Marie ont eu trois enfants :
- James Hamilton, 1er comte d'Arran (1475-1529)
- Élisabeth, mariée à Matthew Steward, 2e comte de Lennox
- Robert (mort en 1543)

Marie meurt en mai 1488 à l'âge de 35 ans.
En raison de leur proximité avec le trône, les descendants de Marie, les Hamilton d'Arran et les Stewart Lennox, jouèrent un rôle important dans la politique écossaise du XVIe siècle, en particulier pendant la vie et le règne de Marie Stuart, l'arrière-petite-fille de Jacques III.